# 南牟婁郡

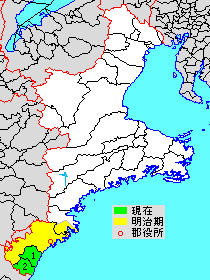
三重県南牟婁郡の範囲（1.御浜町 2.紀宝町）

南牟婁郡（みなみむろぐん）は、三重県の郡である。南牟娄郡と表記される場合もある。
人口17,166人、面積167.75km²、人口密度102人/km²。（2025年2月1日、推計人口）
以下の2町を含む。
- 御浜町（みはまちょう）
- 紀宝町（きほうちょう）

## 郡域
1879年（明治12年）に行政区画として発足した当時の郡域は、上記2町のほか、下記の区域にあたる。
- 熊野市の全域
- 尾鷲市の一部（盛松、三木浦町、小脇町、名柄町、三木里町、賀田町以南）

## 歴史

### 郡発足までの沿革
- 「旧高旧領取調帳」に記載されている、紀伊国牟婁郡のうち後の本郡域の明治初年時点での支配は以下の通り。（77村14浦）

| 知行 | 知行             | 村数      | 村名 |
| ---- | ---------------- | --------- | --- |
| 藩領 | 紀伊和歌山藩     | 33村 14浦 | 木本浦、大泊村、古泊浦、波田須村、新鹿浦、遊木浦、二木島浦、二木島里浦、甫母浦、須野浦、梶賀浦、曽根浦、賀田村、古江浦、三木里浦、名柄村、小脇村、三木浦、盛松浦、小阪村、大又村、小又村、佐渡村、神山村、野口村、和田村、寺谷村、桃崎村、湯谷村、大井谷村、柳谷村、神上村、長原村、赤倉村、粉所村、尾川村、長井村、平谷村、長尾村、赤木村、丸山村、片川村、矢ノ川村、大栗須村、板屋村、大河内村、神木村 |
| 藩領 | 紀伊新宮藩       | 31村      | 大井村、花知村、小森村、小栗須村、木津呂村、小川口村、花井村、湯ノ口村、瀬戸村、久生屋村、金山村、志原村、下市木村、上市木村、引作村、柿原村、中立村、西原村、栗須村、川瀬村、上野村、阪本村、瀬原村、北檜杖村、浅里村、和気村、楊枝川村、楊枝村、小船村、阿田和村、小畑村 |
| 藩領 | 和歌山藩・新宮藩 | 13村      | 井土村、有馬村、成川村、鵜殿村、井田村、鮒田村、阪松原村、高岡村、井内村、平尾井村、桐原村、神内村、大里村 |

- 明治4年
  - 7月14日（1871年8月29日） - 廃藩置県により和歌山県、新宮県の管轄となる。
  - 11月22日（1872年1月2日） - 第1次府県統合により、牟婁郡のうち概ね熊野川・北山川以東が度会県の管轄となる。
- 明治7年（1874年）（75村14浦）
  - 瀬戸村・井土村が合併して井戸村となる。
  - 小畑村が大里村に合併。
- 明治9年（1876年）4月18日 - 第2次府県統合により三重県の管轄となる。

### 郡発足以降の沿革
- 明治12年（1879年）2月5日 - 郡区町村編制法の三重県での施行により、牟婁郡のうち木本浦ほか75村14浦に行政区画としての南牟婁郡が発足。郡役所を木本浦に設置。

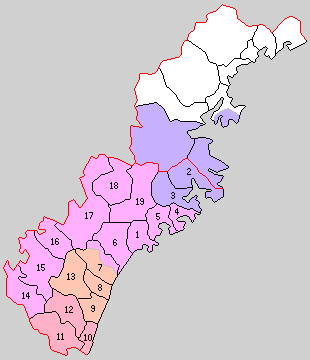
1.木本町 2.北輪内村 3.南輪内村 4.荒坂村 5.新鹿村 6.有井村 7.神志山村 8.市木村 9.阿田和村 10.宇和野村 11.御船村 12.相野谷村 13.尾呂志村 14.上川村 15.入鹿村 16.西山村 17.神川村 18.五郷村 19.飛鳥村（紫：尾鷲市 桃：熊野市 橙：御浜町 赤：紀宝町）

- 明治22年（1889年）4月1日 - 町村制の施行により、以下の町村が発足。郡役所の所在地が木本町となる。特記以外は現・熊野市。（1町18村）
  - 木本町 ← 古泊浦、大泊村、木本浦
  - 北輪内村 ← 盛松浦、三木浦、小脇村、名柄村、三木里浦（現・尾鷲市）
  - 南輪内村 ← 古江浦、賀田村、曽根浦、梶賀浦（現・尾鷲市）
  - 荒坂村 ← 須野浦、甫母浦、二木島里浦、二木島浦
  - 新鹿村 ← 遊木浦、新鹿村、波田須村
  - 有井村 ← 井戸村、有馬村
  - 神志山村 ← 久生屋村、金山村（現・熊野市）、志原村、神木村（現・御浜町）
  - 市木村 ← 上市木村、下市木村（現・御浜町）
  - 阿田和村 ← 阿田和村、柿原村、引作村（現・御浜町）
  - 宇和野村 ← 井田村、神内村、鵜殿村（現・紀宝町）
  - 御船村 ← 成川村、鮒田村、高岡村、北檜杖村、瀬原村、浅里村（現・紀宝町）
  - 相野谷村 ← 大里村、井内村、平尾井村、阪松原村、桐原村（現・紀宝町）
  - 尾呂志村 ← 中立村、西原村、栗須村、上野村、川瀬村、阪本村、片川村（現・御浜町）
  - 上川村 ← 花井村、小船村、楊枝村、楊枝川村、和気村
  - 入鹿村 ← 丸山村、大栗須村、小栗須村、板屋村、小川口村、木津呂村、大河内村、湯ノ口村、矢ノ川村
  - 西山村 ← 赤木村、長尾村、平谷村、小森村
  - 神川村 ← 花知村、大井村、長井村、尾川村、赤倉村、粉所村、長原村、神上村、柳谷村
  - 五郷村 ← 和田村、寺谷村、湯谷村、桃崎村、大井谷村
  - 飛鳥村 ← 大又村、小又村、小阪村、佐渡村、野口村、神山村
- 明治27年（1894年）2月13日 - 宇和野村が分割され、一部（鵜殿）に鵜殿村、残部（井田・神内）に井田村が発足。（1町19村）
- 明治30年（1897年）
  - 5月31日 - 木本町の一部（古泊・大泊）が分立して泊村が発足。（1町20村）
  - 9月1日 - 郡制を施行。
- 大正12年（1923年）4月1日 - 郡会が廃止。郡役所は存続。
- 大正15年（1926年）7月1日 - 郡役所が廃止され、内務省告示第82号により南牟婁支庁が設置される。
- 昭和8年（1933年）10月1日 - 阿田和村が町制施行して阿田和町となる。（2町19村）
- 昭和10年（1935年）時点での当郡の面積は599.83平方km、人口は56,527人（男28,002人・女28,525人）[3]。
- 昭和29年（1954年）
  - 6月20日 - 北輪内村・南輪内村が北牟婁郡尾鷲町・須賀利村・九鬼村と合併して尾鷲市が発足し、郡より離脱。（2町17村）
  - 10月31日 - 井田村・御船村・相野谷村が合併して紀宝町が発足。（3町14村）
  - 11月3日 - 木本町・荒坂村・新鹿村・泊村・有井村・神川村・五郷村・飛鳥村が合併して熊野市が発足し、郡より離脱。（2町7村）
- 昭和30年（1955年）3月1日 - 上川村・入鹿村・西山村が合併して紀和町が発足。（3町4村）
- 昭和31年（1956年）9月30日 - 市木村・尾呂志村が合併して市木尾呂志村が発足。（3町3村）
- 昭和32年（1957年）10月20日 - 神志山村の一部（久生屋・金山）が熊野市に編入。
- 昭和33年（1958年）9月1日 - 阿田和町・神志山村・市木尾呂志村が合併して御浜町が発足。（3町1村）
- 平成17年（2005年）11月1日 - 紀和町が熊野市と合併し、改めて熊野市が発足し、郡より離脱。（2町1村）
- 平成18年（2006年）1月10日 - 紀宝町・鵜殿村が合併し、改めて紀宝町が発足。（2町）

### 変遷表
| 明治22年以前 | 明治22年以前         | 明治22年 4月1日 町村制施行 | 明治22年 - 昭和19年          | 昭和20年 - 昭和64年           | 昭和20年 - 昭和64年          | 平成元年 - 現在        | 現在   |
| ------------ | -------------------- | -------------------------- | ---------------------------- | ----------------------------- | ---------------------------- | ---------------------- | ------ |
| 三木里浦     | 三木里浦             | 北輪内村                   | 北輪内村                     | 昭和29年6月20日 尾鷲市の一部  | 昭和29年6月20日 尾鷲市の一部 | 尾鷲市の一部           | 尾鷲市 |
| 名柄村       |                      | 北輪内村                   | 北輪内村                     | 昭和29年6月20日 尾鷲市の一部  | 昭和29年6月20日 尾鷲市の一部 | 尾鷲市の一部           | 尾鷲市 |
| 小脇村       |                      | 北輪内村                   | 北輪内村                     | 昭和29年6月20日 尾鷲市の一部  | 昭和29年6月20日 尾鷲市の一部 | 尾鷲市の一部           | 尾鷲市 |
| 三木浦       |                      | 北輪内村                   | 北輪内村                     | 昭和29年6月20日 尾鷲市の一部  | 昭和29年6月20日 尾鷲市の一部 | 尾鷲市の一部           | 尾鷲市 |
| 盛松浦       |                      | 北輪内村                   | 北輪内村                     | 昭和29年6月20日 尾鷲市の一部  | 昭和29年6月20日 尾鷲市の一部 | 尾鷲市の一部           | 尾鷲市 |
| 古江浦       | 古江浦               | 南輪内村                   | 南輪内村                     | 昭和29年6月20日 尾鷲市の一部  | 昭和29年6月20日 尾鷲市の一部 | 尾鷲市の一部           | 尾鷲市 |
| 賀田村       |                      | 南輪内村                   | 南輪内村                     | 昭和29年6月20日 尾鷲市の一部  | 昭和29年6月20日 尾鷲市の一部 | 尾鷲市の一部           | 尾鷲市 |
| 曽根浦       |                      | 南輪内村                   | 南輪内村                     | 昭和29年6月20日 尾鷲市の一部  | 昭和29年6月20日 尾鷲市の一部 | 尾鷲市の一部           | 尾鷲市 |
| 梶賀浦       |                      | 南輪内村                   | 南輪内村                     | 昭和29年6月20日 尾鷲市の一部  | 昭和29年6月20日 尾鷲市の一部 | 尾鷲市の一部           | 尾鷲市 |
| 和気村       | 和気村               | 上川村                     | 上川村                       | 昭和30年3月1日 紀和町         | 昭和30年3月1日 紀和町        | 平成17年11月1日 熊野市 | 熊野市 |
| 楊枝村       |                      | 上川村                     | 上川村                       | 昭和30年3月1日 紀和町         | 昭和30年3月1日 紀和町        | 平成17年11月1日 熊野市 | 熊野市 |
| 楊枝川村     |                      | 上川村                     | 上川村                       | 昭和30年3月1日 紀和町         | 昭和30年3月1日 紀和町        | 平成17年11月1日 熊野市 | 熊野市 |
| 小船村       |                      | 上川村                     | 上川村                       | 昭和30年3月1日 紀和町         | 昭和30年3月1日 紀和町        | 平成17年11月1日 熊野市 | 熊野市 |
| 花井村       |                      | 上川村                     | 上川村                       | 昭和30年3月1日 紀和町         | 昭和30年3月1日 紀和町        | 平成17年11月1日 熊野市 | 熊野市 |
| 板屋村       | 板屋村               | 入鹿村                     | 入鹿村                       | 昭和30年3月1日 紀和町         | 昭和30年3月1日 紀和町        | 平成17年11月1日 熊野市 | 熊野市 |
| 小川口村     |                      | 入鹿村                     | 入鹿村                       | 昭和30年3月1日 紀和町         | 昭和30年3月1日 紀和町        | 平成17年11月1日 熊野市 | 熊野市 |
| 湯ノ口村     |                      | 入鹿村                     | 入鹿村                       | 昭和30年3月1日 紀和町         | 昭和30年3月1日 紀和町        | 平成17年11月1日 熊野市 | 熊野市 |
| 大河内村     |                      | 入鹿村                     | 入鹿村                       | 昭和30年3月1日 紀和町         | 昭和30年3月1日 紀和町        | 平成17年11月1日 熊野市 | 熊野市 |
| 小栗須村     |                      | 入鹿村                     | 入鹿村                       | 昭和30年3月1日 紀和町         | 昭和30年3月1日 紀和町        | 平成17年11月1日 熊野市 | 熊野市 |
| 大栗須村     |                      | 入鹿村                     | 入鹿村                       | 昭和30年3月1日 紀和町         | 昭和30年3月1日 紀和町        | 平成17年11月1日 熊野市 | 熊野市 |
| 矢ノ川村     |                      | 入鹿村                     | 入鹿村                       | 昭和30年3月1日 紀和町         | 昭和30年3月1日 紀和町        | 平成17年11月1日 熊野市 | 熊野市 |
| 丸山村       |                      | 入鹿村                     | 入鹿村                       | 昭和30年3月1日 紀和町         | 昭和30年3月1日 紀和町        | 平成17年11月1日 熊野市 | 熊野市 |
| 赤木村       | 赤木村               | 西山村                     | 西山村                       | 昭和30年3月1日 紀和町         | 昭和30年3月1日 紀和町        | 平成17年11月1日 熊野市 | 熊野市 |
| 長尾村       |                      | 西山村                     | 西山村                       | 昭和30年3月1日 紀和町         | 昭和30年3月1日 紀和町        | 平成17年11月1日 熊野市 | 熊野市 |
| 平谷村       |                      | 西山村                     | 西山村                       | 昭和30年3月1日 紀和町         | 昭和30年3月1日 紀和町        | 平成17年11月1日 熊野市 | 熊野市 |
| 小森村       |                      | 西山村                     | 西山村                       | 昭和30年3月1日 紀和町         | 昭和30年3月1日 紀和町        | 平成17年11月1日 熊野市 | 熊野市 |
| 木本浦       | 木本浦               | 木本町                     | 木本町                       | 昭和29年11月3日 熊野市        | 熊野市                       | 平成17年11月1日 熊野市 | 熊野市 |
| 大泊村       | 大泊村               | 木本町                     | 明治30年5月31日 泊村         | 昭和29年11月3日 熊野市        | 熊野市                       | 平成17年11月1日 熊野市 | 熊野市 |
| 古泊村       |                      | 木本町                     | 明治30年5月31日 泊村         | 昭和29年11月3日 熊野市        | 熊野市                       | 平成17年11月1日 熊野市 | 熊野市 |
| 須野浦       | 須野浦               | 荒坂村                     | 荒坂村                       | 昭和29年11月3日 熊野市        | 熊野市                       | 平成17年11月1日 熊野市 | 熊野市 |
| 甫母浦       |                      | 荒坂村                     | 荒坂村                       | 昭和29年11月3日 熊野市        | 熊野市                       | 平成17年11月1日 熊野市 | 熊野市 |
| 二木島里浦   |                      | 荒坂村                     | 荒坂村                       | 昭和29年11月3日 熊野市        | 熊野市                       | 平成17年11月1日 熊野市 | 熊野市 |
| 二木島浦     |                      | 荒坂村                     | 荒坂村                       | 昭和29年11月3日 熊野市        | 熊野市                       | 平成17年11月1日 熊野市 | 熊野市 |
| 有馬村       | 有馬村               | 有井村                     | 有井村                       | 昭和29年11月3日 熊野市        | 熊野市                       | 平成17年11月1日 熊野市 | 熊野市 |
| 瀬戸村       | 明治7年 井戸村       | 有井村                     | 有井村                       | 昭和29年11月3日 熊野市        | 熊野市                       | 平成17年11月1日 熊野市 | 熊野市 |
| 井土村       | 明治7年 井戸村       | 有井村                     | 有井村                       | 昭和29年11月3日 熊野市        | 熊野市                       | 平成17年11月1日 熊野市 | 熊野市 |
| 桃崎村       | 桃崎村               | 五郷村                     | 五郷村                       | 昭和29年11月3日 熊野市        | 熊野市                       | 平成17年11月1日 熊野市 | 熊野市 |
| 和田村       |                      | 五郷村                     | 五郷村                       | 昭和29年11月3日 熊野市        | 熊野市                       | 平成17年11月1日 熊野市 | 熊野市 |
| 寺谷村       |                      | 五郷村                     | 五郷村                       | 昭和29年11月3日 熊野市        | 熊野市                       | 平成17年11月1日 熊野市 | 熊野市 |
| 湯谷村       |                      | 五郷村                     | 五郷村                       | 昭和29年11月3日 熊野市        | 熊野市                       | 平成17年11月1日 熊野市 | 熊野市 |
| 大井谷村     |                      | 五郷村                     | 五郷村                       | 昭和29年11月3日 熊野市        | 熊野市                       | 平成17年11月1日 熊野市 | 熊野市 |
| 遊木浦       | 遊木浦               | 新鹿村                     | 新鹿村                       | 昭和29年11月3日 熊野市        | 熊野市                       | 平成17年11月1日 熊野市 | 熊野市 |
| 新鹿村       |                      | 新鹿村                     | 新鹿村                       | 昭和29年11月3日 熊野市        | 熊野市                       | 平成17年11月1日 熊野市 | 熊野市 |
| 波田須村     |                      | 新鹿村                     | 新鹿村                       | 昭和29年11月3日 熊野市        | 熊野市                       | 平成17年11月1日 熊野市 | 熊野市 |
| 柳谷村       | 柳谷村               | 神川村                     | 神川村                       | 昭和29年11月3日 熊野市        | 熊野市                       | 平成17年11月1日 熊野市 | 熊野市 |
| 神上村       |                      | 神川村                     | 神川村                       | 昭和29年11月3日 熊野市        | 熊野市                       | 平成17年11月1日 熊野市 | 熊野市 |
| 長原村       |                      | 神川村                     | 神川村                       | 昭和29年11月3日 熊野市        | 熊野市                       | 平成17年11月1日 熊野市 | 熊野市 |
| 花知村       |                      | 神川村                     | 神川村                       | 昭和29年11月3日 熊野市        | 熊野市                       | 平成17年11月1日 熊野市 | 熊野市 |
| 大井村       |                      | 神川村                     | 神川村                       | 昭和29年11月3日 熊野市        | 熊野市                       | 平成17年11月1日 熊野市 | 熊野市 |
| 長井村       |                      | 神川村                     | 神川村                       | 昭和29年11月3日 熊野市        | 熊野市                       | 平成17年11月1日 熊野市 | 熊野市 |
| 粉所村       |                      | 神川村                     | 神川村                       | 昭和29年11月3日 熊野市        | 熊野市                       | 平成17年11月1日 熊野市 | 熊野市 |
| 尾川村       |                      | 神川村                     | 神川村                       | 昭和29年11月3日 熊野市        | 熊野市                       | 平成17年11月1日 熊野市 | 熊野市 |
| 赤倉村       |                      | 神川村                     | 神川村                       | 昭和29年11月3日 熊野市        | 熊野市                       | 平成17年11月1日 熊野市 | 熊野市 |
| 大又村       | 大又村               | 飛鳥村                     | 飛鳥村                       | 昭和29年11月3日 熊野市        | 熊野市                       | 平成17年11月1日 熊野市 | 熊野市 |
| 小又村       |                      | 飛鳥村                     | 飛鳥村                       | 昭和29年11月3日 熊野市        | 熊野市                       | 平成17年11月1日 熊野市 | 熊野市 |
| 小阪村       |                      | 飛鳥村                     | 飛鳥村                       | 昭和29年11月3日 熊野市        | 熊野市                       | 平成17年11月1日 熊野市 | 熊野市 |
| 佐渡村       |                      | 飛鳥村                     | 飛鳥村                       | 昭和29年11月3日 熊野市        | 熊野市                       | 平成17年11月1日 熊野市 | 熊野市 |
| 野口村       |                      | 飛鳥村                     | 飛鳥村                       | 昭和29年11月3日 熊野市        | 熊野市                       | 平成17年11月1日 熊野市 | 熊野市 |
| 神山村       |                      | 飛鳥村                     | 飛鳥村                       | 昭和29年11月3日 熊野市        | 熊野市                       | 平成17年11月1日 熊野市 | 熊野市 |
| 金山村       | 金山村               | 神志山村                   | 神志山村                     | 昭和32年10月20日 熊野市に編入 | 熊野市                       | 平成17年11月1日 熊野市 | 熊野市 |
| 久生屋村     |                      | 神志山村                   | 神志山村                     | 昭和32年10月20日 熊野市に編入 | 熊野市                       | 平成17年11月1日 熊野市 | 熊野市 |
| 神木村       | 神木村               | 神志山村                   | 神志山村                     | 神志山村                      | 昭和33年9月1日 御浜町        | 御浜町                 | 御浜町 |
| 志原村       |                      | 神志山村                   | 神志山村                     | 神志山村                      | 昭和33年9月1日 御浜町        | 御浜町                 | 御浜町 |
| 阿田和村     | 阿田和村             | 阿田和村                   | 昭和8年10月1日 町制 阿田和町 | 阿田和町                      | 昭和33年9月1日 御浜町        | 御浜町                 | 御浜町 |
| 引作村       |                      | 阿田和村                   | 昭和8年10月1日 町制 阿田和町 | 阿田和町                      | 昭和33年9月1日 御浜町        | 御浜町                 | 御浜町 |
| 柿原村       |                      | 阿田和村                   | 昭和8年10月1日 町制 阿田和町 | 阿田和町                      | 昭和33年9月1日 御浜町        | 御浜町                 | 御浜町 |
| 下市木村     | 下市木村             | 市木村                     | 市木村                       | 昭和31年9月30日 市木尾呂志村  | 昭和33年9月1日 御浜町        | 御浜町                 | 御浜町 |
| 上市木村     |                      | 市木村                     | 市木村                       | 昭和31年9月30日 市木尾呂志村  | 昭和33年9月1日 御浜町        | 御浜町                 | 御浜町 |
| 中立村       | 中立村               | 尾呂志村                   | 尾呂志村                     | 昭和31年9月30日 市木尾呂志村  | 昭和33年9月1日 御浜町        | 御浜町                 | 御浜町 |
| 西原村       |                      | 尾呂志村                   | 尾呂志村                     | 昭和31年9月30日 市木尾呂志村  | 昭和33年9月1日 御浜町        | 御浜町                 | 御浜町 |
| 片川村       |                      | 尾呂志村                   | 尾呂志村                     | 昭和31年9月30日 市木尾呂志村  | 昭和33年9月1日 御浜町        | 御浜町                 | 御浜町 |
| 栗須村       |                      | 尾呂志村                   | 尾呂志村                     | 昭和31年9月30日 市木尾呂志村  | 昭和33年9月1日 御浜町        | 御浜町                 | 御浜町 |
| 上野村       |                      | 尾呂志村                   | 尾呂志村                     | 昭和31年9月30日 市木尾呂志村  | 昭和33年9月1日 御浜町        | 御浜町                 | 御浜町 |
| 川瀬村       |                      | 尾呂志村                   | 尾呂志村                     | 昭和31年9月30日 市木尾呂志村  | 昭和33年9月1日 御浜町        | 御浜町                 | 御浜町 |
| 坂本村       |                      | 尾呂志村                   | 尾呂志村                     | 昭和31年9月30日 市木尾呂志村  | 昭和33年9月1日 御浜町        | 御浜町                 | 御浜町 |
| 成川村       | 成川村               | 御船村                     | 御船村                       | 紀宝町                        | 紀宝町                       | 平成18年1月10日 紀宝町 | 紀宝町 |
| 鮒田村       |                      | 御船村                     | 御船村                       | 紀宝町                        | 紀宝町                       | 平成18年1月10日 紀宝町 | 紀宝町 |
| 高岡村       |                      | 御船村                     | 御船村                       | 紀宝町                        | 紀宝町                       | 平成18年1月10日 紀宝町 | 紀宝町 |
| 北檜杖村     |                      | 御船村                     | 御船村                       | 紀宝町                        | 紀宝町                       | 平成18年1月10日 紀宝町 | 紀宝町 |
| 瀬原村       |                      | 御船村                     | 御船村                       | 紀宝町                        | 紀宝町                       | 平成18年1月10日 紀宝町 | 紀宝町 |
| 浅里村       |                      | 御船村                     | 御船村                       | 紀宝町                        | 紀宝町                       | 平成18年1月10日 紀宝町 | 紀宝町 |
| 大里村       | 大里村               | 相野谷村                   | 相野谷村                     | 紀宝町                        | 紀宝町                       | 平成18年1月10日 紀宝町 | 紀宝町 |
| 小畑村       | 明治7年 大里村に合併 | 相野谷村                   | 相野谷村                     | 紀宝町                        | 紀宝町                       | 平成18年1月10日 紀宝町 | 紀宝町 |
| 井内村       |                      | 相野谷村                   | 相野谷村                     | 紀宝町                        | 紀宝町                       | 平成18年1月10日 紀宝町 | 紀宝町 |
| 平尾井村     |                      | 相野谷村                   | 相野谷村                     | 紀宝町                        | 紀宝町                       | 平成18年1月10日 紀宝町 | 紀宝町 |
| 坂松原村     |                      | 相野谷村                   | 相野谷村                     | 紀宝町                        | 紀宝町                       | 平成18年1月10日 紀宝町 | 紀宝町 |
| 桐原村       |                      | 相野谷村                   | 相野谷村                     | 紀宝町                        | 紀宝町                       | 平成18年1月10日 紀宝町 | 紀宝町 |
| 井田村       | 井田村               | 宇和野村                   | 明治27年2月13日 井田村       | 紀宝町                        | 紀宝町                       | 平成18年1月10日 紀宝町 | 紀宝町 |
| 神内村       |                      | 宇和野村                   | 明治27年2月13日 井田村       | 紀宝町                        | 紀宝町                       | 平成18年1月10日 紀宝町 | 紀宝町 |
| 鵜殿村       | 鵜殿村               | 宇和野村                   | 明治27年2月13日 鵜殿村       | 鵜殿村                        | 鵜殿村                       | 平成18年1月10日 紀宝町 | 紀宝町 |

## 行政
歴代郡長
| 代 | 氏名       | 就任年月日                 | 退任年月日                | 備考                   |
| -- | ---------- | -------------------------- | ------------------------- | ---------------------- |
| 1  | 竹本長潤   | 明治12年（1879年）         |                           |                        |
| 2  | 野村拙郎   | 明治15年（1882年）         |                           |                        |
| 3  | 新谷貞信   | 明治19年（1886年）9月17日  |                           |                        |
| 4  | 丹羽孚     | 明治30年（1897年）5月29日  |                           |                        |
| 5  | 勝島政次郎 | 明治33年（1900年）6月28日  |                           |                        |
| 6  | 石井義忱   | 明治34年（1901年）9月16日  |                           |                        |
| 7  | 谷国之助   | 明治34年（1901年）12月23日 |                           |                        |
| 8  | 吉田嘉一郎 | 明治36年（1903年）10月23日 |                           |                        |
| 9  | 小森安太郎 | 明治39年（1906年）9月27日  |                           |                        |
| 10 | 平賀正文   | 明治44年（1911年）3月1日   |                           |                        |
| 11 | 渡辺恒三郎 | 大正7年（1918年）5月31日   |                           |                        |
| 12 | 小林義夫   | 大正11年（1922年）5月13日  | 大正15年（1926年）6月30日 | 郡役所廃止により、廃官 |